# Sammy Mejía
No confundir con Sam Mejías, beisbolista.
Samuel José "Sammy" Mejia (El Bronx, Nueva York, 7 de febrero de 1983) es un exjugador de baloncesto dominico-estadounidense profesional durante trece temporadas. Mide 1,98 metros, y jugaba en la posición de escolta.

## Trayectoria deportiva

### Universidad
Tras su paso por el Theodore Roosevelt High School del Bronx, Mejía cursó sus estudios universitarios en DePaul, jugando durante 4 temporadas con los Blue Demons. Allí promedió durante todo ese tiempo 12,1 puntos, 4,8 rebotes y 3,2 asistencias. En su última temporada fue incluido en el segundo mejor equipo de la Big East Conference.

### Profesional
Fue elegido en el puesto 57 de la segunda ronda del Draft de la NBA de 2007 por Detroit Pistons, equipo con el que firmó contrato en julio de 2007 En 2008 ficha por el AEL 1964 BC de la Liga Griega.